# Машики
Машики (јап. 益城町) је варош у Јапану области Камимашики у префектури Кумамото. Према попису становништва из 2017. у вароши је живело 33.001 становника.

## Географија
Аеродром Кумамото се налази у вароши Машики.
Варош Машики је био близу епицентра Кумамото земљотреса 2016. године, где је од пожара и рушевина погинуло најмање 40 људи.

## Становништво
Према подацима са пописа, у вароши је 2017. године живело 33.001 становника. на површини 65,67 км².

## Познати грађани из Машики
- Минору Хата, фудбалер
- Шухеј Камимура, фудбалер
- Таишин Морикава, фудбалер
- Хироки Нода, фудбалер
- Рјота Саката, фудбалер
- Шинтаро Шимада, фудбалер